# 阿曼達·沃勒
阿曼達·沃勒（英語：Amanda Waller）是一名登場於由DC漫畫出版的漫畫書中的虛構人物，由約翰·奧斯特蘭德、萊恩·韋恩及約翰·拜恩共同創作，並於1986年出版的第一期《傳奇》中首度登場。阿曼達·沃勒本身沒有任何超能力，但作為美國針對超級英雄與罪犯的秘密組織的負責人之一而擁有操控大局的權力，她依據美國國家利益與其所宣稱的公眾安全行事，並因此成為她做事不擇手段的理由。基於故事的需要，大部份以反派的身分出現，時而作為DC宇宙各英雄的盟友。2009年，阿曼達·沃勒在IGN的所有最偉大的漫畫書惡棍排行中名列60位。
阿曼達的經典造型是一名身材魁武的黑人中年女性，不過在新52世界觀中她被重新賦予明顯年輕且苗條的多的形象。

## 其他媒體

### 電影

#### 真人
- 《綠光戰警》（2011年）：由安琪拉·貝瑟飾演華勒[2]。
- DC擴展宇宙：由薇拉·戴維絲飾演[3][4]。
  - 《自殺突擊隊》（2016年）
  - 《自殺突擊隊：集結》（2021年）
  - 《黑亞當》（2022年）

#### 動畫
- 《超人/蝙蝠俠：公眾之敵》（2009年）：由C. C. H.龐德（英语：C.C.H. Pounder）為華勒配音。
- 《蝙蝠俠：血濺阿卡漢》（2014年）：由C. C. H.龐德為華勒配音。
- 《正義聯盟：神與魔》（2015年）：由佩尼·約翰遜（英语：Penny Johnson Jerald）為華勒配音。
- 《自殺突擊隊：嚴厲懲罰（英语：Suicide Squad: Hell to Pay）》（2018年）：由凡妮莎·威廉斯為華勒配音。
- 《蝙蝠侠：缄默》（2019年）：由凡妮莎·威廉斯為華勒配音。
- 《異世界自殺突擊隊》（2024年）：由鯨為華勒擔任日語配音。

### 電視劇
- 《正義聯盟無限版》：電視動畫。由C. C. H.龐德（英语：C.C.H. Pounder）為華勒配音。
- 《超人前傳》：真人影集。由潘·葛蕾兒（英语：Pam Grier）飾演華勒。
- 《少年正義聯盟》：電視動畫。由雪莉·李·拉爾夫（英语：Sheryl Lee Ralph）為華勒配音。
- 《綠箭俠》：由辛西婭·雅代-魯賓遜飾演華勒。
  - 第二季登場，A.R.G.U.S的領導者。第三季介紹了過去如何認識綠箭俠。第四季死亡後，由萊拉(Lyla Michaels)代替A.R.G.U.S的領導者。
- DC擴展宇宙：由薇拉·戴維絲飾演。
  - 《和平使者》（2022年）：未掛名客串
- DC宇宙：由薇拉·戴維絲回归飾演。
  - 《生物突擊隊》（2024年）

## 外部連結
- Amanda Waller's "official blog" (via archive.org)
- DCU Guide: Amanda Waller
- Comic Book Awards Almanac